# Groupe de NGC 6221
Le groupe de NGC 6221 comprend au moins cinq galaxies situées dans la constellation du Autel. La distance moyenne entre ce groupe et la Voie lactée est d'environ 23,8 Mpc (∼77,6 millions d'al). 

## Membres
Le tableau ci-dessous liste les cinq galaxies du groupe indiquées dans un article de Bärbel Koribalski et de John M. Dickey publié en 2004.
Un pont à double brin d'hydrogène neutre d'au moins 3 × 108 {\displaystyle M_{\odot }} a été détecté entre les galaxies NGC 6215 et NGC 6221 sur une distance d'environ 100 kpc (∼326 000 al). La troisième galaxie naine du groupe est non cataloguée, elle est située entre NGC 6215 et NGC 6221 et elle pourrait avoir été formée par la matière du pont.
| Nom      | Class.     | Type           | α (J2000.0)   | δ (J2000.0)  | v (km/s) | m    | Distance (Mpc) | Dim (kal) | M ({\displaystyle M_{\odot }} x 109) | L ({\displaystyle L_{\odot }} x 109 ) |
| -------- | ---------- | -------------- | ------------- | ------------ | -------- | ---- | -------------- | --------- | ------------------------------------ | ------------------------------------- |
| NGC 6221 | SB(s)c     | Spirale barrée | 16h 52m 46.1s | -59° 13′ 07″ | 1492 ± 5 | 9,9  | 22,8 ± 1,6     | 90        | 80                                   | 20,8                                  |
| NGC 6215 | SA(s)c pec | Spirale        | 16h 51m 06.6s | -58° 59′ 36″ | 1564 ± 4 | 11,5 | 23,9 ± 1,7     | 22        | 1,4                                  | 12,0                                  |
| WKK 7689 | Ir         | Irrégulière    | 16h 53m 48.7s | -59° 05′ 24″ | 1655 ± ? | 15,2 | 25,2 ± 1,7     | ?         | ~1,1                                 | 0,40                                  |
| WKK 7710 | w.comp.    | Naine          | 16h 54m 29.7s | -59° 25′ 13″ | 1529 ± ? | 16,7 | 23,3 ± 1,6     | ?         | ~1,0                                 | 0,11                                  |
| Dwarf 3  | ?          | Naine          | 16h 51m 30.6s | -59° 02′ 49″ | ?        | ?    | ?              | ?         | ~0,3                                 | 0,02                                  |

Le site DeepskyLog permet de trouver aisément les constellations des galaxies mentionnées dans ce tableau ou si elles ne s'y trouvent pas, l'outil du site constellation permet de le faire à l'aide des coordonnées de la galaxie. Sauf indication contraire, les données proviennent du site NASA/IPAC.